# لپیدولیت
لپیدولیت (Lepidolite) با فرمول شیمیایی (KLi2Al(Al,Si)3O10(F,OH)2، کانی سیلیکاتی از گروه میکا و دومین منبع لیتیم است. این کانی یکی از منابع بزرگ فلزهای قلیایی نادر، روبیدیم و سزیم است. ورقه‌های آن قابل انعطاف است و دارای لومینسانس گاه سبز می‌باشد. در سنگ‌های گرانیت پگماتیتی، گاهی در دمای بالا در کوارتز، گریزن و گرانیت تشکیل می‌شود. لپیدولیت با کوارتز، آمبلی‌گونیت، فلدسپار، تورمالین، کلومبیت، کاسیتریت، توپاز و بریل مرتبط است.

تقریباً کمیاب است و در آلمان، چکسلواکی، ایتالیا، کالیفرنیا، ماداگاسکار، موزامبیک، روسیه، برزیل، ژاپن و … یافت می‌شود.

## نگارخانه

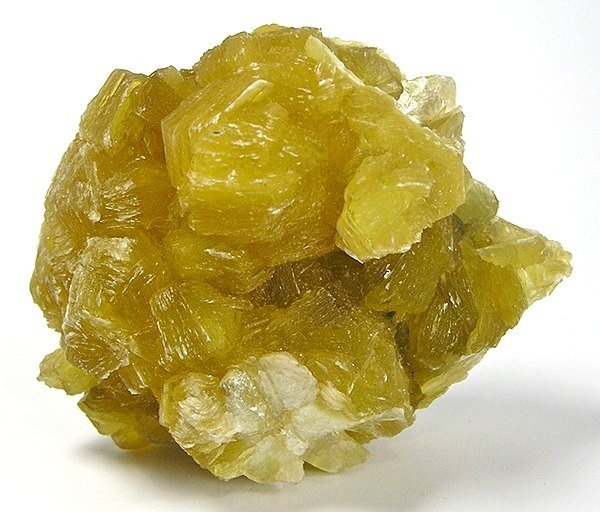
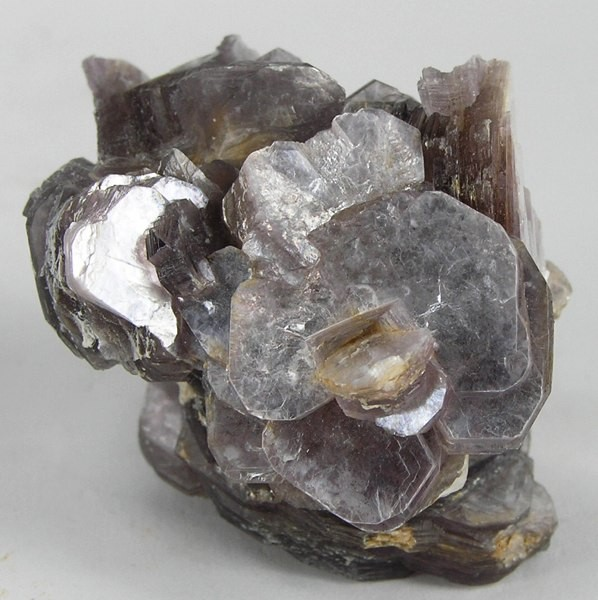